# Mistrzostwa Ameryki Północnej U-17 w Piłce Nożnej Kobiet 2024
Mistrzostwa Ameryki Północnej U-17 w Piłce Nożnej Kobiet 2024 – dziewiąty turniej Mistrzostw CONCACAF U-17. Po raz pierwszy wydarzenie to rozgrywane jest w Meksyku. Rozpoczęło się ono 1 lutego, a zakończyło 11 lutego 2024 roku.
W turnieju mogły wystąpić jedynie zawodniczki, które nie ukończyły 17 roku życia.

## Zakwalifikowane zespoły
Do finałowego turnieju zakwalifikowało się 8 drużyn. Oprócz Meksyku i USA która miała zapewniony start jako drużyny rozstawione, 6 innych zespołów uzyskało kwalifikację poprzez eliminacje.
| Reprezentacja          | Sposób kwalifikacji     | Ostatni występ | Najlepszy wynik                            | Wynik        |
| ---------------------- | ----------------------- | -------------- | ------------------------------------------ | ------------ |
| Meksyk U-17            | gospodarz, rozstawienie | 2022           | Mistrzostwo (2013)                         | II miejsce   |
| Stany Zjednoczone U-17 | rozstawienie            | 2022           | Mistrzostwo (2008, 2012, 2016, 2018, 2022) | Mistrz       |
| Salwador U-17          | Zwycięzca Grupy A       | 2022           | Faza Grupowa (2008, 2013)                  | Faza grupowa |
| Haiti U-17             | Zwycięzca Grupy B       | 2022           | IV miejsce (2016, 2018)                    | IV miejsce   |
| Kostaryka U-17         | Zwycięzca Grupy C       | 2022           | II miejsce (2008)                          | Faza grupowa |
| Portoryko U-17         | Zwycięzca Grupy D       | 2022           | IV miejsce (2022)                          | Faza grupowa |
| Panama U-17            | Zwycięzca Grupy E       | 2022           | IV miejsce (2012)                          | Faza grupowa |
| Kanada U-17            | Zwycięzca Grupy F       | 2022           | Mistrzostwo (2010)                         | III miejsce  |

## Losowanie
Losowanie grup turnieju odbyło się w Miami 3 października 2023.
| Koszyk I                   | Koszyk II   | Koszyk III     | Koszyk IV     |
| -------------------------- | ----------- | -------------- | ------------- |
| Meksyk U-17 (A)            | Kanada U-17 | Kostaryka U-17 | Salwador U-17 |
| Stany Zjednoczone U-17 (B) | Haiti U-17  | Portoryko U-17 | Panama U-17   |

## Miasta i stadiony
Jeden stadion jest gospodarzami turnieju.
| Toluca                                          | Toluca |
| ----------------------------------------------- | ------ |
| Headquarters of the Mexican Football Federation | Toluca |
| Pojemność: ?                                    | Toluca |
|                                                 | Toluca |

## Faza grupowa
Na podstawie:
Legenda
|  | Awans do fazy pucharowej. |

Gdy dwie lub więcej drużyn zakończy fazę grupową z taką samą liczbą punktów, o kolejności w tabeli decyduje:
1. bilans bramkowy
2. liczba goli zdobytych w fazie grupowej;
3. punkty zdobyte w meczach pomiędzy danymi drużynami;
4. różnica bramek w meczach pomiędzy danymi drużynami;
5. zdobyte bramki w meczach pomiędzy danymi drużynami;
6. klasyfikacja fair play;
7. losowanie.

Pogrubieniem oznaczono drużyny, które wywalczyły awans do półfinału.

### Grupa A
| Lp. | Drużyna        | M | Mecze | Mecze | Mecze | Bramki | Bramki | Bramki | Pkt |
| Lp. | Drużyna        | M | W     | R     | P     | +      | −      | +/−    | Pkt |
| --- | -------------- | - | ----- | ----- | ----- | ------ | ------ | ------ | --- |
| 1.  | Meksyk U-17    | 3 | 3     | 0     | 0     | 8      | 0      | +8     | 9   |
| 2.  | Haiti U-17     | 3 | 2     | 0     | 1     | 7      | 8      | −1     | 6   |
| 3.  | Kostaryka U-17 | 3 | 0     | 1     | 2     | 3      | 5      | −2     | 1   |
| 4.  | Salwador U-17  | 3 | 0     | 1     | 2     | 5      | 10     | −5     | 1   |

| 1 lutego 2024 19:00 CET | Haiti U-17 · Etienne 45+2', 60' | 2:1(1:0)Raport | Kostaryka U-17 · 89' Ocampo | Headquarters of the MFF, Toluca Sędzia: Neressa Goldson |
|                         |                                 |                |                             |                                                         |

| 1 lutego 2024 22:00 CET | Meksyk U-17 · Fragoso 7', 61' (k) · Sandoval 57' | 3:0(1:0)Raport | Salwador U-17 | Headquarters of the MFF, Toluca Sędzia: Anya Voigt |
|                         |                                                  |                |               |                                                    |

| 3 lutego 2024 19:00 CET | Salwador U-17 · Hernández 12', 90' · Torres 81' | 3:5(1:2)Raport | Haiti U-17 · 4' Dominique · 9', 77', 85', 90+2' Etienne | Headquarters of the MFF, Toluca Sędzia: Kedeen Foster |
|                         |                                                 |                |                                                         |                                                       |

| 3 lutego 2024 22:00 CET | Kostaryka U-17 | 0:1(0:1)Raport | Meksyk U-17 · 8' Sandoval | Headquarters of the MFF, Toluca Sędzia: Carly Shaw-MacLaren |
|                         |                |                |                           |                                                             |

| 5 lutego 2024 19:00 CET | Kostaryka U-17 · Paniagua 14' (k) · Fonseca 42' | 2:2(2:2)Raport | Salwador U-17 · 30' Brower · 33' Hernández | Headquarters of the MFF, Toluca Sędzia: Janeishka Caban |
|                         |                                                 |                |                                            |                                                         |

| 5 lutego 2024 22:00 CET | Meksyk U-17 · Sandoval 34' · Fragoso 54' · Sánchez 57' · Pierre 67' (sam.) | 4:0(1:0)Raport | Haiti U-17 | Headquarters of the MFF, Toluca Sędzia: Glenda López |
|                         |                                                                            |                |            |                                                      |

### Grupa B
| Lp. | Drużyna                | M | Mecze | Mecze | Mecze | Bramki | Bramki | Bramki | Pkt |
| Lp. | Drużyna                | M | W     | R     | P     | +      | −      | +/−    | Pkt |
| --- | ---------------------- | - | ----- | ----- | ----- | ------ | ------ | ------ | --- |
| 1.  | Stany Zjednoczone U-17 | 3 | 3     | 0     | 0     | 21     | 1      | +20    | 9   |
| 2.  | Kanada U-17            | 3 | 2     | 0     | 1     | 10     | 6      | +4     | 6   |
| 3.  | Panama U-17            | 3 | 1     | 0     | 2     | 5      | 20     | −15    | 3   |
| 4.  | Portoryko U-17         | 3 | 0     | 0     | 3     | 3      | 12     | −9     | 0   |

| 2 lutego 2024 19:00 CET | Stany Zjednoczone U-17 · Townes 8', 19' · Pfeiffer 16', 21', 35' (k) · Fuller 36', 42', 56', 66', 78' · McLanahan 68' · Hardeman 75' · Scott 80' | 13:0(7:0)Raport | Panama U-17 | Headquarters of the MFF, Toluca Sędzia: Deily Gómez |
|                         | |                 |             |                                                     |

| 2 lutego 2024 22:00 CET | Kanada U-17 · Chukwu 10', 16', 24' · Tarasco 21' · Bianchin 74' | 5:0(4:0)Raport | Portoryko U-17 | Headquarters of the MFF, Toluca Sędzia: Vimarest Díaz |
|                         |                                                                 |                |                |                                                       |

| 4 lutego 2024 19:00 CET | Portoryko U-17 · Maldonado 32' | 1:3(1:2)Raport | Stany Zjednoczone U-17 · 28' Helfrich · 31' (k) Travers · 67' Townes | Headquarters of the MFF, Toluca Sędzia: Neressa Goldson |
|                         |                                |                |                                                                      |                                                         |

| 4 lutego 2024 22:00 CET | Panama U-17 · Onodera 83' | 1:5(0:2)Raport | Kanada U-17 · 9' Hunter · 20' Martin · 56' Chukwu · 71' Bianchin · 90+4' Mcleod | Headquarters of the MFF, Toluca Sędzia: Suleimy Linares Sáez |
|                         |                           |                |                                                                                 |                                                              |

| 6 lutego 2024 19:00 CET | Stany Zjednoczone U-17 · Barcenas 9' · Pfeiffer 51' · Powell 57' · Mutipula 59' (sam.) · Nguyen 73' | 5:0(1:0)Raport | Kanada U-17 | Headquarters of the MFF, Toluca Sędzia: Amairany García |
|                         | |                |             |                                                         |

| 6 lutego 2024 22:00 CET | Portoryko U-17 · Bengoa 9' · Bevilacqua 65' | 2:4(1:2)Raport | Panama U-17 · 25' González · 45', 75' Tejera · 49' Onodera | Headquarters of the MFF, Toluca Sędzia: Shandor Wilkinson |
|                         |                                             |                |                                                            |                                                           |

## Faza pucharowa
W fazie pucharowej uczestniczyły 4 zespoły, które awansowały z fazy grupowej. Rozegrane zostały półfinały. Przegrani tych spotkań rozegrali mecz o brązowy medal, zaś zwycięzcy o tytuł mistrzowski. W każdym ze spotkań fazy pucharowej mecz zakończony w regulaminowym czasie remisem musiał być rozstrzygnięty poprzez trzydziestominutową dogrywkę. Jeżeli wynik nadal pozostawał nierozstrzygnięty, następowała seria rzutów karnych.
|  |                        |                        |                        |                        |   |             |             |       |
|  | Półfinały              | Półfinały              | Półfinały              |                        |   | Finał       | Finał       | Finał |
|  | Półfinały              | Półfinały              | Półfinały              |                        |   | Finał       | Finał       | Finał |
|  | 9 lutego 2024, Toluca  |                        |                        |                        |   |             |             |       |
|  |                        |                        |                        |                        |   |             |             |       |
|  | Meksyk U-17            | Meksyk U-17            | 2                      |                        |   |             |             |       |
|  | Meksyk U-17            | Meksyk U-17            | 2                      | 11 lutego 2024, Toluca |   |             |             |       |
|  | Kanada U-17            | Kanada U-17            | 1                      |                        |   |             |             |       |
|  | Kanada U-17            | Kanada U-17            | 1                      |                        |   | Meksyk U-17 | Meksyk U-17 | 0     |
|  | 9 lutego 2024, Toluca  |                        |                        |                        |   | Meksyk U-17 | Meksyk U-17 | 0     |
|  |                        |                        | Stany Zjednoczone U-17 | Stany Zjednoczone U-17 | 4 |             |             |       |
|  | Stany Zjednoczone U-17 | Stany Zjednoczone U-17 | Stany Zjednoczone U-17 | Stany Zjednoczone U-17 | 4 | 7           |             |       |
|  | Stany Zjednoczone U-17 | Stany Zjednoczone U-17 |                        |                        |   |             |             |       |
|  | Haiti U-17             | Haiti U-17             | 1                      |                        |   |             |             |       |
|  | Haiti U-17             | Haiti U-17             | 1                      | Mecz o 3. miejsce      |   |             |             |       |
|  |                        |                        |                        |                        |   |             |             |       |
|  | 11 lutego 2024, Toluca |                        |                        |                        |   |             |             |       |
|  |                        |                        |                        |                        |   |             |             |       |
|  | Kanada U-17            | Kanada U-17            | 4                      |                        |   |             |             |       |
|  | Kanada U-17            | Kanada U-17            | 4                      |                        |   |             |             |       |
|  | Haiti U-17             | Haiti U-17             | 1                      |                        |   |             |             |       |
|  | Haiti U-17             | Haiti U-17             | 1                      |                        |   |             |             |       |

### Półfinały
| 9 lutego 2024 19:00 CET | Stany Zjednoczone U-17 · Townes 24' · Fuller 40', 48' · Pfeiffer 59' · Ascanio 83', 85', 87' | 7:1(2:0)Raport | Haiti U-17 · 80' (k) Etienne | Headquarters of the MFF, Toluca Sędzia: Neressa Goldson |
|                         |                                                                                              |                |                              |                                                         |

| 9 lutego 2024 22:00 CET | Meksyk U-17 · Montes 25' · Aguilar 101' | 2:1 po dogr.(1:0, 1:1, 2:1)Raport | Kanada U-17 · 75' Chukwu | Headquarters of the MFF, Toluca Sędzia: Deily Gómez |
|                         |                                         |                                   |                          |                                                     |

### Mecz o 3. miejsce
| 11 lutego 2024 19:00 CET | Kanada U-17 · Hunter 45+3', 46', 53' · Tarasco 51' | 4:1(1:1)Raport | Haiti U-17 · 7' Etienne | Headquarters of the MFF, Toluca Sędzia: Amairany García |
|                          |                                                    |                |                         |                                                         |

### Finał
| 11 lutego 2024 22:00 CET | Meksyk U-17 | 0:4(0:3)Raport | Stany Zjednoczone U-17 · 11' Townes · 23' Ascanio · 28' (sam.) González · 62' Pfeiffer | Headquarters of the MFF, Toluca Sędzia: Vimarest Díaz |
|                          |             |                |                                                                                        |                                                       |

## Strzelczynie

### 7 goli
- Kennedy Fuller

### 6 goli
- Alexandra Pfeiffer

### 5 goli
- Annabelle Chukwu
- Mya Townes

### 4 gole
- Kaylee Hunter
- Desert Dominique
- Lourdjina Etienne
- Kimmi Ascanio

### 3 gole
- Abril Fragoso
- Dana Sandoval
- Hailey Hernández

### 2 gole
- Adriana Bianchin
- Liana Tarasco
- Yuliana Tejera

### 1 gol
- Desert Dominique
- Keira Martin
- Alyssa Mcleod
- Tanisha Fonseca
- Daniela Ocampo
- Lucía Paniagua
- Vanessa Aguilar
- Carla Montes
- Dafne Sánchez
- Mia González
- Alison Onodera
- Katsi Bengoa
- Olivia Bevilacqua
- Mailya Maldonado
- Camila Brower
- Janelle Torres
- Melanie Barcenas
- Jordyn Hardeman
- Caroline Helfrich
- Rylee McLanahan
- Y-Lan Nguyen
- Leena Powell
- Katharine Scott
- Jocelyn Travers

### Gole samobójcze
- Djoulissa Pierre (dla  Meksyku)
- Bridget Mutipula (dla  Stanów Zjednoczonych)
- Adrianna González (dla  Stanów Zjednoczonych)

## Nagrody
Na podstawie:
| Złota Piłka       | Złoty But      | Złota Rękawica | Nagroda Fair Play      |
| ----------------- | -------------- | -------------- | ---------------------- |
| Lourdjina Etienne | Kennedy Fuller | Camila Vazquez | Stany Zjednoczone U-17 |

## Klasyfikacja końcowa
| Miejsce                        | Reprezentacja          | Punkty | Bramki +/− | Bramki zdobyte |
| ------------------------------ | ---------------------- | ------ | ---------- | -------------- |
| Strefa medalowa                |                        |        |            |                |
| złoto                          | Stany Zjednoczone U-17 | 15     | +30        | 32             |
| srebro                         | Meksyk U-17            | 12     | +5         | 10             |
| brąz                           | Kanada U-17            | 9      | +7         | 14             |
| 4.                             | Haiti U-17             | 6      | -10        | 9              |
| Wyeliminowane w fazie grupowej |                        |        |            |                |
| 5.                             | Panama U-17            | 3      | -15        | 5              |
| 6.                             | Kostaryka U-17         | 1      | -2         | 3              |
| 7.                             | Salwador U-17          | 1      | -5         | 5              |
| 8.                             | Portoryko U-17         | 0      | -9         | 3              |

## Drużyny zakwalifikowane do Mistrzostw Świata U-17
W turnieju Mistrzostw Świata U-17 2024 na Dominikanie wezmą udział:
| Drużyna                | Sposób kwalifikacji    | Data kwalifikacji | Ostatni występ | Najlepszy wynik   |
| ---------------------- | ---------------------- | ----------------- | -------------- | ----------------- |
| Dominikana U-17        | gospodarz              | 23 czerwca 2023   | debiutantki    | debiutantki       |
| Meksyk U-17            | Zwycięstwo w półfinale | 9 lutego 2024     | 2022           | II miejsce (2018) |
| Stany Zjednoczone U-17 | Zwycięstwo w półfinale | 9 lutego 2024     | 2022           | II miejsce (2008) |